# Dioxydifluorure de xénon
Le dioxydifluorure de xénon est un composé du xénon de formule XeO2F2.